# Kakskerta
Kakskerta è un'isola situata nel Mare dell'arcipelago, all'interno del mar Baltico, e facente parte dell'Arcipelago di Turku. Dal punto di vista amministrativo, dal 1968 è un distretto della città finlandese di Turku, mentre in precedenza era un comune autonomo.

## Geografia
L'isola ha una superficie di 31 km² con 24 km di coste. Al suo interno ospita il grande lago di Kakskerta (Kaksennarjärvi in Finlandese) che ha un'estensione di 1,7 km² circa. Le condizioni del lago erano molto peggiorate nelle ultime decadi, principalmente a causa dei prodotti chimici derivanti dall'agricoltura e dalle abitazioni dei residenti. Per ovviare a questo problema, già dal 1987 sono stati installati nel lago dei sistemi di depurazione.

## Nome
Il nome "Kakskerta" significa "doppio", in riferimento alla forma dell'isola, che si sviluppa in due porzioni di territorio a nord e a sud del grande lago al suo interno.
In Svedese l'isola era conosciuta anche con il nome di Kaxbyrita ö.

## Storia
Kakskerta viene menzionata per la prima volta nel 1430, quando era parte della parrocchia di Kaarina. Gli abitanti delle isole di Kakskerta, Satava e Kulho ottennero il permesso di edificare una cappella nel 1693, ma venne costruita diversi anni dopo, tra il 1764 e il 1770. Kakskerta divenne poi un comune nel 1858 e una parrocchia nel 1904.

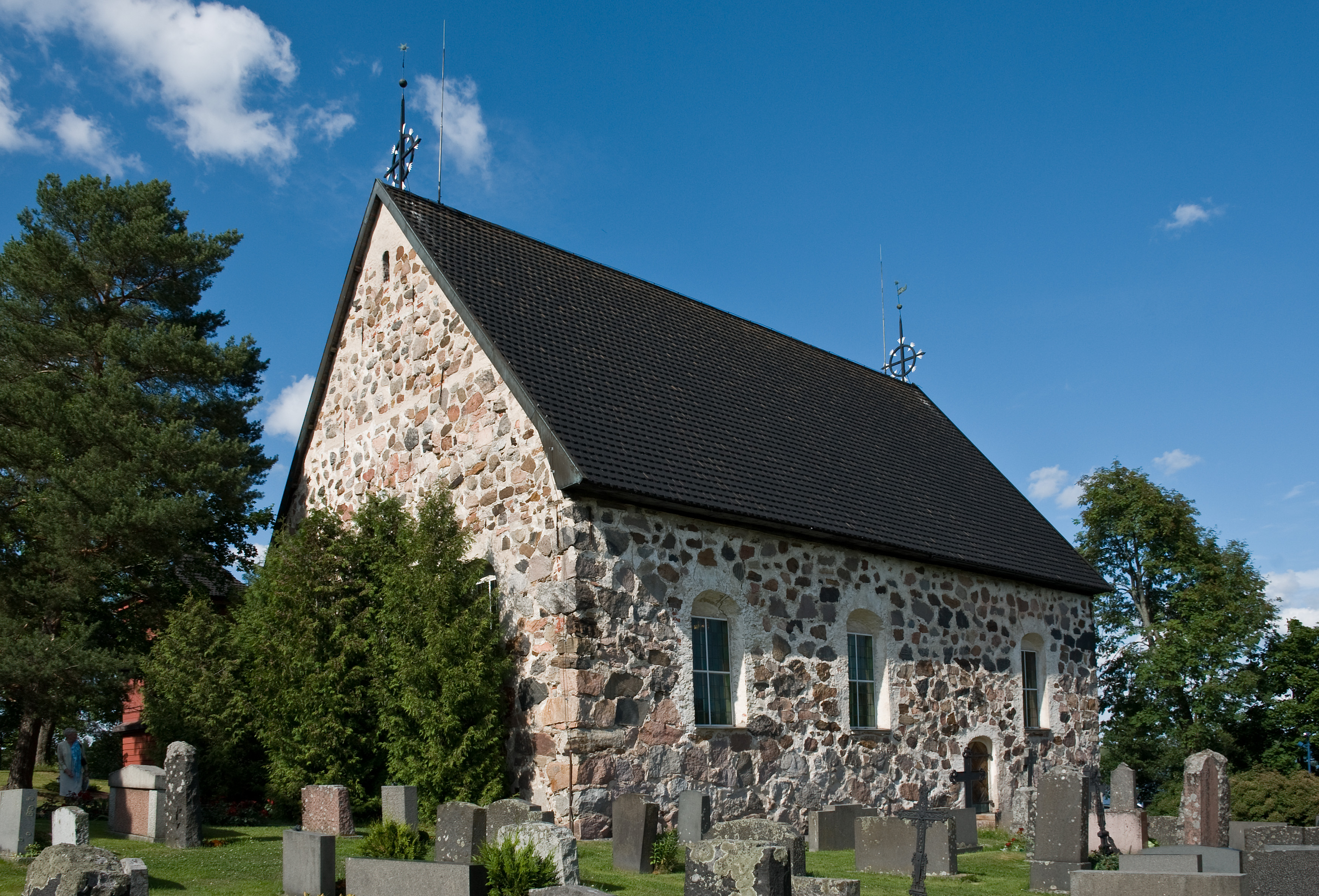
La chiesa in pietra di Kakskerta.

Nel 1909, gli abitanti dell'isola di Hirvensalo chiesero al Governo finlandese di essere annessi al comune di Kakskerta, ma la richiesta non fu accettata lasciandoli sotto la municipalità di Maaria prima e Turku poi.
La parrocchia di Kakskerta venne abolita nel 1959 e i suoi territori entrarono a far parte della parrocchia della chiesa di San Martino a Turku. Il comune venne invece sciolto nel 1968, quando Kakskerta si unì al comune di Turku.